# 洛川站
洛川站位于中华人民共和国陕西省延安市洛川县，是建设中西延高速铁路上的一座车站，车站规模为2台4线，站房结构以洛川会议旧址大门为原型。